# Тхэквондо на летних Олимпийских играх 2020
Соревнования по тхэквондо на летних Олимпийских играх 2020 года проходили с 24 по 27 июля 2021 года в зале спортивной арены Makuhari Messe. 128 спортсменов разыграли восемь комплектов медалей: по 4 у мужчин и женщин.

## Общая информация
В соревнованиях по тхэквондо на этих играх будет участвовать в общей сложности 128 спортсменов, по 64 у мужчин и у женщин и по 16 в каждой из восьми весовых категорий. Каждому Национальному Олимпийскому комитету (НОК) было разрешено участвовать по одному участника в каждой весовой категории, в результате чего максимум от страны будет восемь спортсменов. В каждой весовой категории пять квот были доступны через Олимпийские рейтинги Всемирной федерации тхэквондо (WTF), одна квота через серию Чемпионов Большого Шлема WT, девять квот через континентальные квалификационные соревнования (два на континент, за исключением Океании с одним), и одна квота хозяину (Япония получила четыре квоты как хозяйка соревнования, по два у мужчин и у женщин), другие четыре квоты определит трехсторонняя комиссия.
Если НОК квалифицировался по меньшей мере двумя спортсменами женского или мужского пола путем ранжирования, то он не может участвовать в соответствующем континентальном квалификационном турнире, если только он не отказался от мест, полученных в результате ранжирования. Это включает в себя и принимающую страну, Японию, с её автоматической квалификацией двух женщин и двух мужчин.

## Расписание
Время местное (UTC+7)
|  | Предварительные раунды | 1 | Финальные поединки |

| Дата            | 24 июля       | 24 июля       | 24 июля       | 25 июля       | 25 июля       | 25 июля       | 26 июля       | 26 июля       | 26 июля       | 27 июля       | 27 июля       | 27 июля       |
| Категория\Время | 09:00 — 13:00 | 15:00 — 18:00 | 20:00 — 23:05 | 09:00 — 13:00 | 15:00 — 18:00 | 20:00 — 23:05 | 09:00 — 13:00 | 15:00 — 18:00 | 20:00 — 23:05 | 09:00 — 13:00 | 15:00 — 18:00 | 20:00 — 23:05 |
| --------------- | ------------- | ------------- | ------------- | ------------- | ------------- | ------------- | ------------- | ------------- | ------------- | ------------- | ------------- | ------------- |
| до 58 кг        |               |               | 1             |               |               |               |               |               |               |               |               |               |
| до 68 кг        |               |               |               |               |               | 1             |               |               |               |               |               |               |
| до 80 кг        |               |               |               |               |               |               |               |               | 1             |               |               |               |
| свыше 80 кг     |               |               |               |               |               |               |               |               |               |               |               | 1             |

| Дата            | 24 июля       | 24 июля       | 24 июля       | 25 июля       | 25 июля       | 25 июля       | 26 июля       | 26 июля       | 26 июля       | 27 июля       | 27 июля       | 27 июля       |
| Категория\Время | 09:00 — 13:00 | 15:00 — 18:00 | 20:00 — 23:05 | 09:00 — 13:00 | 15:00 — 18:00 | 20:00 — 23:05 | 09:00 — 13:00 | 15:00 — 18:00 | 20:00 — 23:05 | 09:00 — 13:00 | 15:00 — 18:00 | 20:00 — 23:05 |
| --------------- | ------------- | ------------- | ------------- | ------------- | ------------- | ------------- | ------------- | ------------- | ------------- | ------------- | ------------- | ------------- |
| до 49 кг        |               |               | 1             |               |               |               |               |               |               |               |               |               |
| до 57 кг        |               |               |               |               |               | 1             |               |               |               |               |               |               |
| до 67 кг        |               |               |               |               |               |               |               |               | 1             |               |               |               |
| свыше 67 кг     |               |               |               |               |               |               |               |               |               |               |               | 1             |

## Медали

### Общий зачёт
(Жирным выделено самое большое количество медалей в своей категории; принимающая страна также выделена)
| Общее количество медалей |                    |        |         |        |       |
| Место                    | Страна             | Золото | Серебро | Бронза | Всего |
| 1                        | ОКР                | 2      | 1       | 1      | 4     |
| 2                        | Хорватия           | 1      | 0       | 1      | 2     |
| 3                        | Италия             | 1      | 0       | 0      | 1     |
| 3                        | США                | 1      | 0       | 0      | 1     |
| 3                        | Таиланд            | 1      | 0       | 0      | 1     |
| 3                        | Узбекистан         | 1      | 0       | 0      | 1     |
| 3                        | Сербия             | 1      | 0       | 0      | 1     |
| 8                        | Великобритания     | 0      | 2       | 1      | 3     |
| 9                        | Республика Корея   | 0      | 1       | 2      | 3     |
| 10                       | Испания            | 0      | 1       | 0      | 1     |
| 10                       | Тунис              | 0      | 1       | 0      | 1     |
| 10                       | Иордания           | 0      | 1       | 0      | 1     |
| 10                       | Северная Македония | 0      | 1       | 0      | 1     |
| 14                       | Турция             | 0      | 0       | 2      | 2     |
| 14                       | Египет             | 0      | 0       | 2      | 2     |
| 16                       | Израиль            | 0      | 0       | 1      | 1     |
| 16                       | Китай              | 0      | 0       | 1      | 1     |
| 16                       | Сербия             | 0      | 0       | 1      | 1     |
| 16                       | Тайвань            | 0      | 0       | 1      | 1     |
| 16                       | Кот-д’Ивуар        | 0      | 0       | 1      | 1     |
| 16                       | Франция            | 0      | 0       | 1      | 1     |
| 16                       | Куба               | 0      | 0       | 1      | 1     |
| Всего                    | Всего              | 8      | 8       | 16     | 32    |

### Медалисты

#### Мужчины
| Дисциплина  | Золото                     | Серебро                              | Бронза                     |
| До 58 кг    | Вито Делль’Аквила Италия   | Мохамед Халил Джендуби Тунис         | Михаил Артамонов ОКР       |
| До 58 кг    | Вито Делль’Аквила Италия   | Мохамед Халил Джендуби Тунис         | Чан Джун Республика Корея  |
| До 68 кг    | Улугбек Рашитов Узбекистан | Брэдли Синден Великобритания         | Чжао Шуай Китай            |
| До 68 кг    | Улугбек Рашитов Узбекистан | Брэдли Синден Великобритания         | Хакан Речбер Турция        |
| До 80 кг    | Максим Храмцов ОКР         | Салех аш-Шарабати Иордания           | Сеиф Иса Египет            |
| До 80 кг    | Максим Храмцов ОКР         | Салех аш-Шарабати Иордания           | Тони Канаэт Хорватия       |
| Свыше 80 кг | Владислав Ларин ОКР        | Деян Георгиевский Северная Македония | Ин Гё Дон Республика Корея |
| Свыше 80 кг | Владислав Ларин ОКР        | Деян Георгиевский Северная Македония | Рафаэль Альба Куба         |

#### Женщины
| Дисциплина  | Золото                         | Серебро                      | Бронза                       |
| До 49 кг    | Панипак Вонгпаттанакит Таиланд | Адриана Сересо Испания       | Тияна Богданович Сербия      |
| До 49 кг    | Панипак Вонгпаттанакит Таиланд | Адриана Сересо Испания       | Авишаг Семберг Израиль       |
| До 57 кг    | Анастасия Золотич США          | Татьяна Минина ОКР           | Хатидже Кюбра Ильгюн Турция  |
| До 57 кг    | Анастасия Золотич США          | Татьяна Минина ОКР           | Ло Цзялин Тайвань            |
| До 67 кг    | Матея Йелич Хорватия           | Лорен Уильямс Великобритания | Хедая Малак Египет           |
| До 67 кг    | Матея Йелич Хорватия           | Лорен Уильямс Великобритания | Рут Гбагби Кот-д’Ивуар       |
| Свыше 67 кг | Милица Мандич Сербия           | Ли Да Бин Республика Корея   | Альтея Лорен Франция         |
| Свыше 67 кг | Милица Мандич Сербия           | Ли Да Бин Республика Корея   | Бьянка Уокден Великобритания |

## Место проведения
| Makuhari Messe (на переднем плане) |
| ---------------------------------- |
| Makuhari Messe (на первом плане)   |
| Вместимость: 6 000                 |